# Fátyolkák
A fátyolkák (Neuropterida) az ízeltlábúak törzsének és a rovarok osztályának egyik csoportja.

## Rendszerezés
A csoportba az alábbi rendek tartoznak:
- Nagyszárnyú fátyolkák (Megaloptera)
- Recésszárnyú fátyolkák (Neuroptera)
- Tevenyakú fátyolkák (Raphidioptera)

## Táplálkozásuk
Levéltetveket is esznek.